# Équipe de Guinée de football A'
Cet article traite de l'équipe A'. Pour l'équipe A, voir Équipe de Guinée de football.
 (novembre 2017).
Si vous disposez d'ouvrages ou d'articles de référence ou si vous connaissez des sites web de qualité traitant du thème abordé ici, merci de compléter l'article en donnant les références utiles à sa vérifiabilité et en les liant à la section « Notes et références ».
Maillots
L'Équipe de Guinée de football A' représente la Guinée dans les compétitions de football contenant des joueurs locaux comme pour le Championnat d'Afrique des nations.

## Histoire

### Sa première participation
La Guinée se qualifie au CHAN pour la première fois en 2016.
Pendant la compétition, elle est logée dans le groupe C en compagnie du Nigeria, de la Tunisie et du Niger.
Après deux matchs nuls contre la Tunisie et le Niger sur le score (2-2) et une victoire contre le Nigeria (1-0) au premier tour, les Guinéens battent la Zambie aux tirs au but puis, en demi-finale, la Guinée est éliminée aux tirs au but par la RDC.
Pour sa première participation, la Guinée termine quatrième derrière la RDC, le Mali et la Côte d'Ivoire.

## Palmarès
Parcours en Championnat d'Afrique des nations de football (CHAN)
Cette compétition est réserve aux joueurs africains qui jouent dans les clubs de leur pays.
| Championnat d'Afrique des nations | Championnat d'Afrique des nations | Championnat d'Afrique des nations | Championnat d'Afrique des nations | Championnat d'Afrique des nations | Championnat d'Afrique des nations | Championnat d'Afrique des nations | Championnat d'Afrique des nations | Championnat d'Afrique des nations |
| Année                             | Résultat                          | Class.                            | J                                 | G                                 | N                                 | P                                 | Bp                                | Bc                                |
| --------------------------------- | --------------------------------- | --------------------------------- | --------------------------------- | --------------------------------- | --------------------------------- | --------------------------------- | --------------------------------- | --------------------------------- |
| 2009                              | Non qualifiée                     | Non qualifiée                     | Non qualifiée                     | Non qualifiée                     | Non qualifiée                     | Non qualifiée                     | Non qualifiée                     | Non qualifiée                     |
| 2011                              | Non qualifiée                     | Non qualifiée                     | Non qualifiée                     | Non qualifiée                     | Non qualifiée                     | Non qualifiée                     | Non qualifiée                     | Non qualifiée                     |
| 2014                              | Non qualifiée                     | Non qualifiée                     | Non qualifiée                     | Non qualifiée                     | Non qualifiée                     | Non qualifiée                     | Non qualifiée                     | Non qualifiée                     |
| 2016                              | Quatrième                         | 4e                                | 6                                 | 1                                 | 4                                 | 1                                 | 7                                 | 7                                 |
| 2018                              | Premier tour                      | 10e                               | 3                                 | 1                                 | 0                                 | 2                                 | 3                                 | 5                                 |
| 2020                              | Troisième                         | 3e                                | 6                                 | 3                                 | 3                                 | 0                                 | 9                                 | 3                                 |
| 2022                              | Non qualifiée                     | Non qualifiée                     | Non qualifiée                     | Non qualifiée                     | Non qualifiée                     | Non qualifiée                     | Non qualifiée                     | Non qualifiée                     |
| Total                             | Troisième                         | 3/7                               | 15                                | 5                                 | 7                                 | 3                                 | 19                                | 15                                |